# Al Husayn University
Al Husayn University (arabiska: جامعة الحسين) är ett universitet i Jordanien.   Det ligger i guvernementet Ma'an, i den centrala delen av landet, 190 km söder om huvudstaden Amman. Al Husayn University ligger 1 183 meter över havet.